# Cohort
Cohort (publié aux États-Unis sous le titre Fighting for Rome) est un jeu vidéo de type wargame conçu par Edward Grabowski et publié par Impressions Games en 1991 sur IBM PC, Amiga et Atari ST. Le jeu se déroule dans l’Antiquité, le joueur contrôlant une armée Romaine. Le jeu propose une douzaine de scénario et permet également de créer des scénarios personnalisés. Une partie se déroule sur une carte avec quatre différents types de terrains : campagne, pont, falaise et vallons. Chaque unité représentée à l’écran est constituée de 100 soldats pour l’infanterie et de cinquante cavaliers pour la cavalerie. Au total, sept types de troupes sont disponibles dans le jeu, incluant trois types de cavaliers, trois types de fantassins et les archers,. Le jeu a bénéficié d'une suite, baptisée Cohort 2 et publié en 1993 par Impressions Games.
Cohort fait partie d’une série de wargames publiés par Impressions Games et partageant le même moteur de jeu. Généralement désignée sous le titre de « série Miniatures », elle est composée de wargames qui se focalisent sur un affrontement historique individuel plutôt que sur une campagne, qui utilisent des règles simplifiées et qui ressemble plus à des jeux de figurines qu’a des wargames classiques. Initiée par Rorke's Drift en 1990, la série inclut notamment les jeux Fort Apache (1990), The Charge of the Light Brigade (1991) et Cohort 2 (1993).

## Système de jeu
Cohort est un wargame qui simule, à l’échelle tactique, des affrontements entre l’Empire romain et ses ennemis  pendant l’Antiquité. Le joueur y commande une armée romaine au cours d’une douzaine de scénarios prédéfinis, dont l’objectif peut être de prendre le contrôle d’un pont ou de défendre une colline, ou de scénarios personnalisés préalablement créés par le joueur. Chaque scénario se déroule sur une carte pour laquelle le joueur peut définir le type de terrain parmi quatre alternatives : terrain ouvert, pont, falaise et colline. Avant de débuter un scénario, le joueur peut sélectionner l’une des huit armée romaine prédéfinie du jeu, ou créer sa propre armée. Sept types de troupes sont pour cela disponibles : l’infanterie légère, moyenne ou lourde ; les archers et la cavalerie légère, moyenne ou lourde. L’écran principal du jeu affiche une portion du champ de bataille où les forces du joueur sont représentées en bleu et celles de son adversaire en rouge. En bas de l’écran, une série d’icônes permet au joueur d’afficher des informations sur les combats ou de réaliser des actions. Par l’intermédiaire de ces boutons, il peut notamment accéder à une vue lui permettant de visualiser l’ensemble du champ de bataille, avec la position des différentes unités. Il peut également accéder à une fenêtre de commandement, qui s’affiche au centre de l’écran et qui lui permet de donner des ordres à ses unités, individuellement ou par groupe, et de visualiser leurs caractéristiques,. 

## Accueil
| Cohort       |      |       |
| Média        | Pays | Notes |
| ACE          | RU   | 89 %  |
| Amiga Action | RU   | 78 %  |
| Amiga Power  | RU   | 62 %  |
| Joystick     | FR   | 80 %  |

## Postérité
Cohort est le second volet d’une série de wargames publiés par Impressions Games et partageant le même moteur de jeu. Généralement désignée sous le titre de « série Miniatures », elle est composée de wargames qui se focalisent sur un affrontement historique individuel plutôt que sur une campagne, qui utilisent des règles simplifiées et qui ressemble plus à des jeux de figurines qu’a des wargames classiques. Initiée par Rorke's Drift en 1990, la série inclut notamment les jeux Fort Apache (1990) et The Charge of the Light Brigade (1991), ainsi que la suite de Cohort — Cohort 2 — publiée en 1993,. Bien qu’il soit basé sur le même moteur de jeu que son prédécesseur, celui-ci propose de nombreuses améliorations par rapport à ce dernier, dont de nouvelles commandes, de nouveaux scénarios et terrains, une nouvelle faction (les barbares) et de meilleurs graphismes et effets sonores. Il peut de plus être utilisé pour simuler les batailles du jeu de gestion de cité Caesar, également publié par Impressions Games en 1992,.